# Europäische Physikolympiade

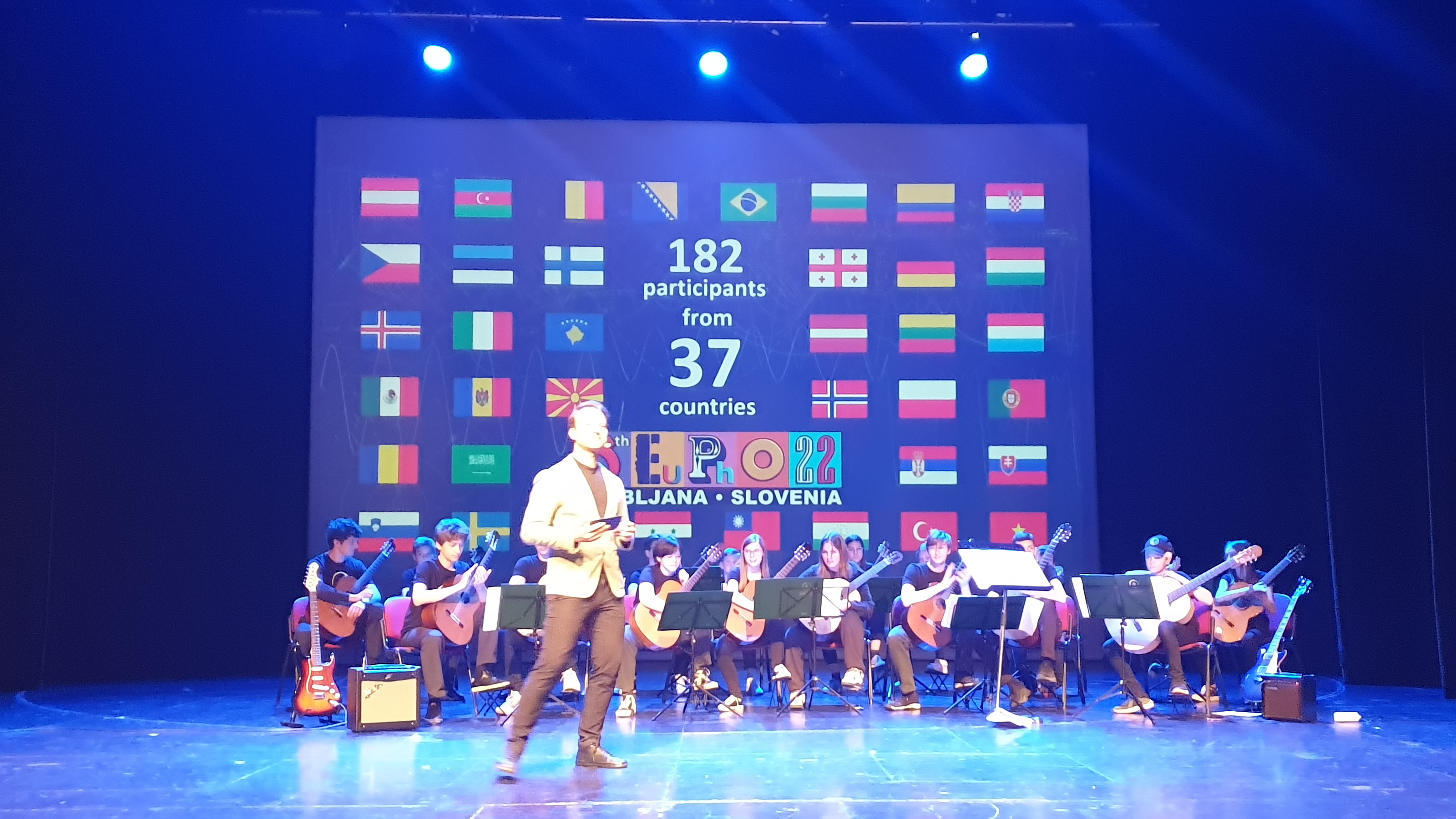
EuPhO Zeremonie 2022

Die Europäische Physikolympiade (EuPhO) ist ein Physikwettbewerb für Schüler, der seit 2017 jährlich stattfindet. Im Wettbewerb geht es um das Lösen theoretischer und experimenteller Aufgaben unter Klausurbedingungen. Der Wettbewerb dauert fünf Tage und beinhaltet zwei jeweils fünfstündige Klausuren, eine experimentelle und eine theoretische. Im Vergleich zur weltweiten Internationalen Physikolympiade sind die Aufgaben kürzer gehalten und erfordern etwas kreativere Lösungsansätze.

## Ablauf

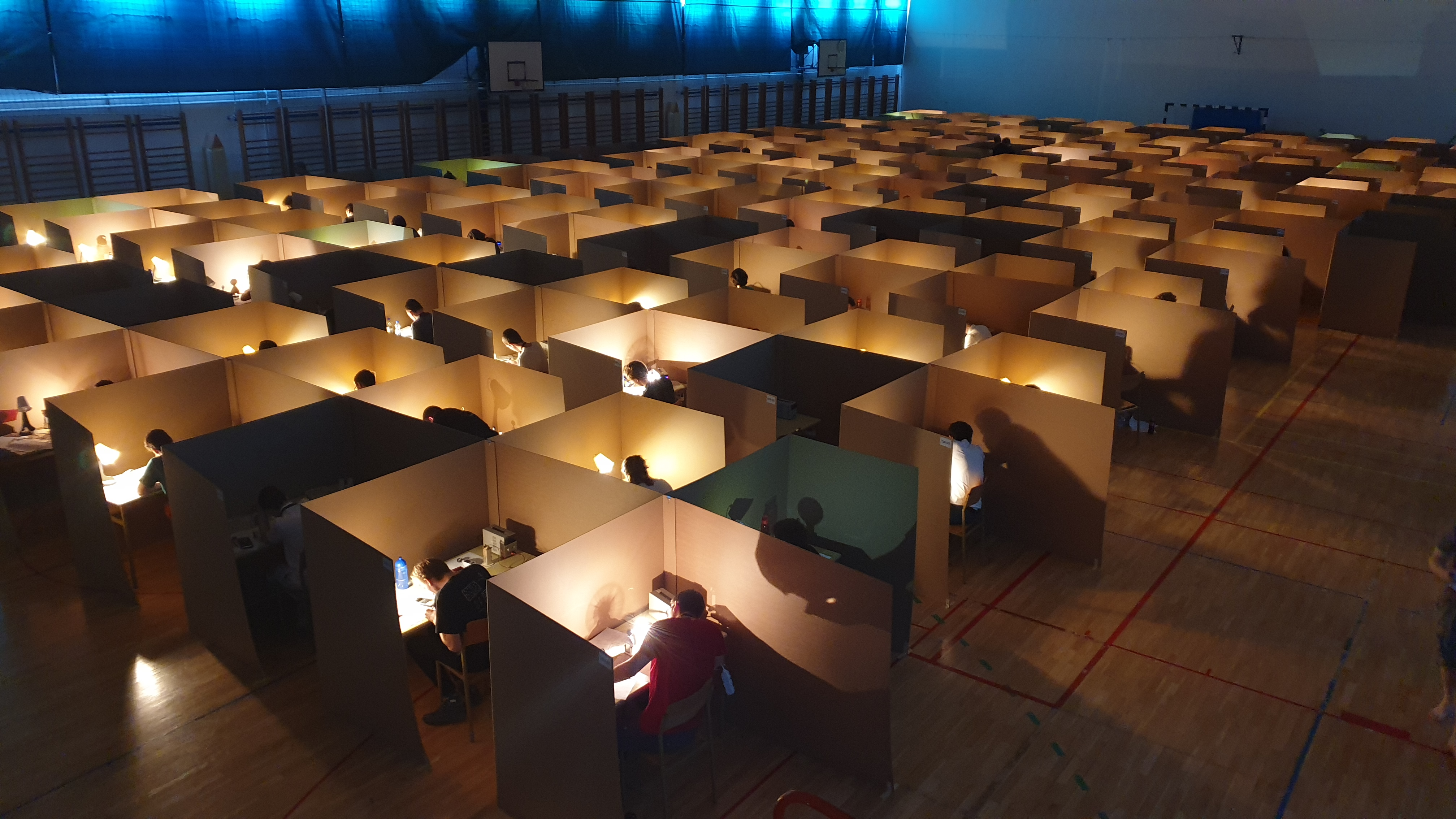
Experimentelle Klausur mit Optik

Die EuPhO dauert fünf Tage. Der Ablauf folgt jeweils dem gleichen Schema: Am ersten Tag Ankunft der Delegationen und Eröffnungszeremonie. Am zweiten Tag findet eine fünfstündige experimentelle Klausur statt, und am dritten Tag eine theoretische. Der vierte Tag ist für die Diskussion der Korrekturen vorgesehen. Anders als zum Beispiel bei der IPhO dürfen die Schüler selbst um ihre Punkte diskutieren. Am letzten Tag findet die Abschlusszeremonie mit Preisverleihung statt. Die Zeit zwischen den Wettbewerbselementen ist mit Rahmenprogramm, Exkursionen und Aktivitäten gefüllt.

## Teilnehmer

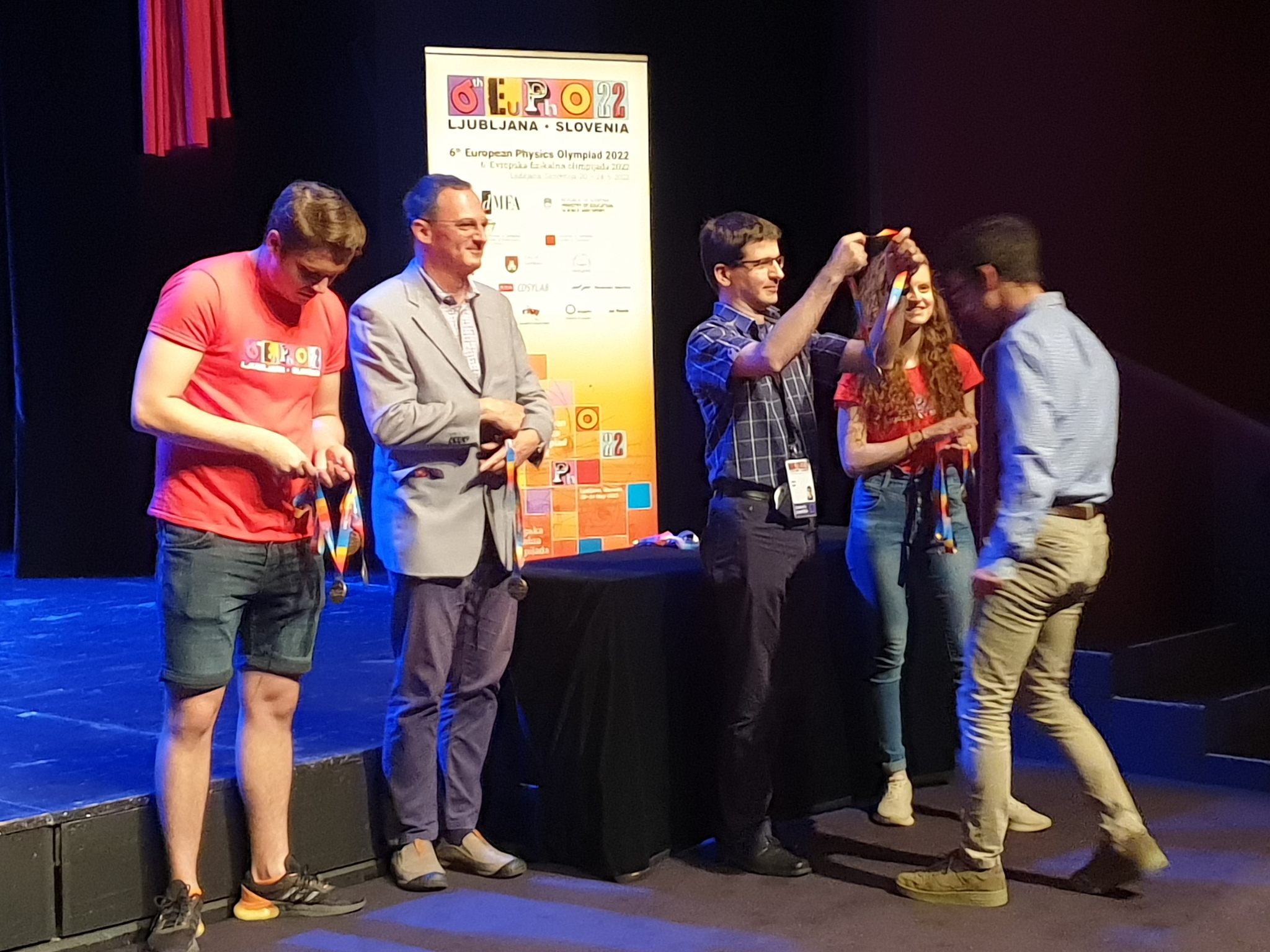
EuPhO Preisverleihung

Jedes Teilnehmerland schickt ein Team aus bis zu fünf Schülern in den Wettbewerb. Die Schüler dürfen dabei noch nicht an einer Hochschule studiert haben und zum 30. Juni des Austragungsjahres noch keine 20 Jahre alt sein. Jeder Schüler arbeitet im Wettbewerb alleine, Teamarbeit ist nicht vorgesehen. Die Mannschaft wird von einem Delegationsleiter begleitet, der sich vor allem um das Übersetzen der Aufgaben kümmert. Zusätzliche Beobachter und Besucher dürfen ebenfalls mit zum Wettbewerb fahren.

## Geschichte
Die Europäische Physikolympiade wurde 2017 von Estland initiiert. Die 20 Teilnehmerländer der ersten EuPhO waren Belgien, Bosnien und Herzegowina, Brasilien, Bulgarien, Deutschland, Estland, Georgien, Kroatien, Lettland, Mazedonien, Polen, Rumänien, Russland, Singapur, Slowakei, Slowenien, Schweden, Tadschikistan, Türkei und Ungarn. Die Idee des Wettbewerbs war es, ähnlich zu anderen regionalen Physikwettbewerben wie der Asiatischen Physikolympiade oder der Ibero-amerikanischen Physikolympiade einen europäischen Wettbewerb zu schaffen mit dem talentierte Schüler gefördert werden. Die EuPhO folgt in Grundzügen dem Vorbild der Internationalen Physikolympiade, an der unterdessen bereits rund 100 Mannschaften teilnehmen. Im Gegensatz zu einem derart großen Wettbewerb, der sehr strukturierte Aufgaben erfordert, hat es sich die EuPhO explizit zum Ziel gesetzt, kurze und offene Aufgabenstellungen einzusetzen, die von den Schülern mehr Kreativität und eigene Lösungsansätze verlangen. Diese sind zwar schwieriger zu korrigieren, andererseits aber spannender für die Schüler und näher an echten Forschungssituationen.
Die zweite EuPhO wurde 2018 am Moskauer Institut für Physik und Technologie in Russland abgehalten und die dritte in Lettland. Seit 2018 nimmt die Schweiz mit am Wettbewerb teil, und Österreich seit 2020. Die vierte Olympiade war für den 2. – 6. Juni 2020 in Satu Mare, Rumänien geplant, wurde dann aber aufgrund der Covid-19-Pandemie als Online-Wettbewerb abgehalten, in dem jedes Nationalteam die Aufgaben über das Internet erhielt, und diese vom Heimatland aus bearbeitete. Die Experimente wurden dabei durch Computersimulationen ersetzt. Auch 2021 musste der Wettbewerb noch virtuell abgehalten werden. Seit dem Abklingen der Pandemie im Jahr 2022 findet die EuPhO wieder im jeweiligen Gastgeberland in Präsenz statt.

## Preise

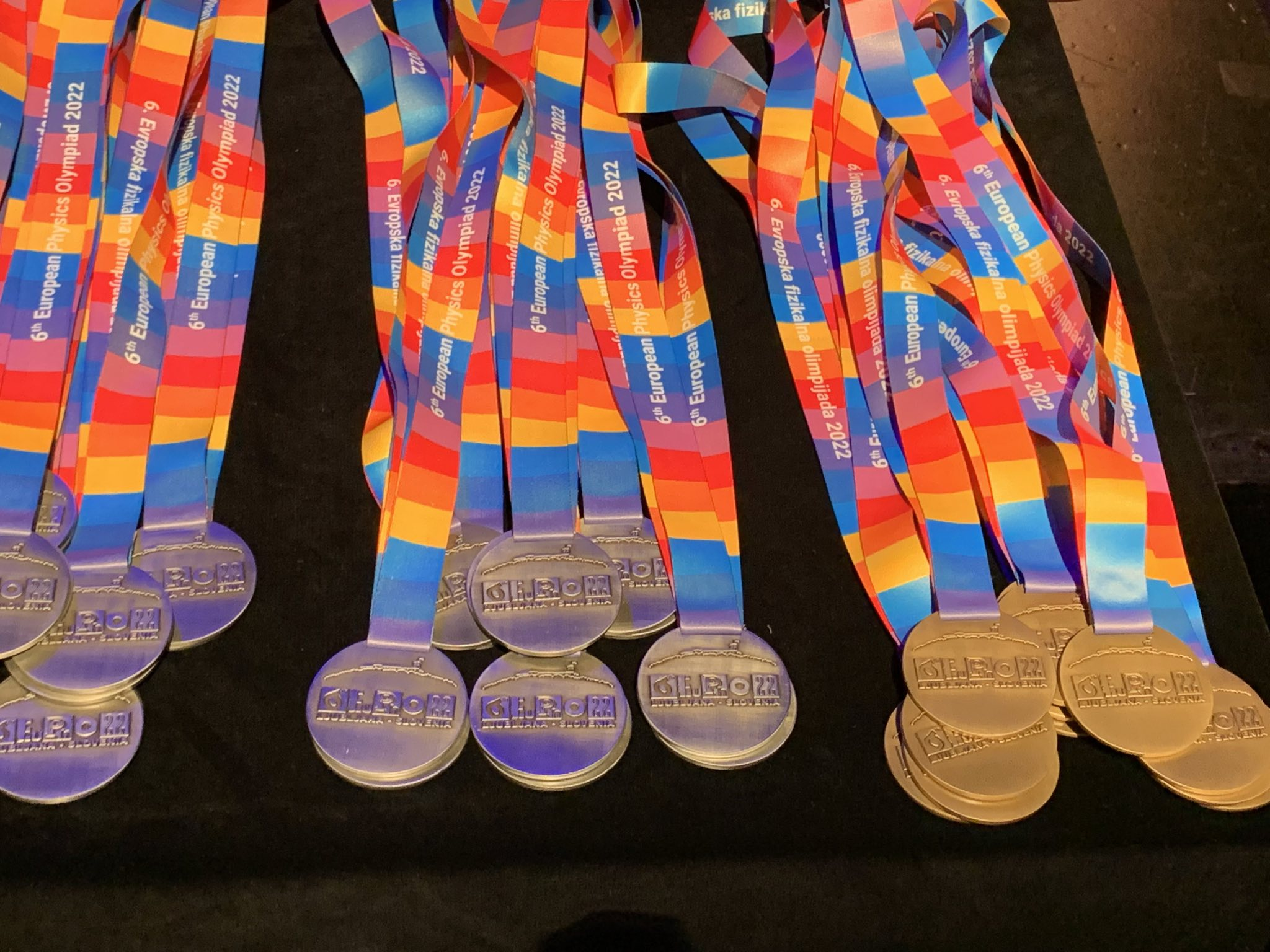
EuPhO Medaillen

Die besten Teilnehmer der EuPhO erhalten bei der Abschlusszeremonie Medaillen. Dabei werden die erforderlichen Punktegrenzen jeweils so festgelegt, dass mindestens 8 % der Teilnehmer eine Goldmedaille erhalten, mindestens 25 % eine Silbermedaille (oder besser), mindestens 50 % eine Bronzemedaille (oder besser) und mindestens 67 % einen Anerkennungspreis (oder besser). Sonderpreise werden für besondere Leistungen vergeben, wie zum Beispiel bester Teilnehmer, bestes Experiment, bester weiblicher Teilnehmer, Preis für Ehrlichkeit oder Preis für klarste Lösung. Hierfür wurden auch Preisgelder in der Größenordnung 300 Euro ausgeschüttet.

## Austragungsorte
Die Gastgeberländer wechseln jährlich durch. Das Gastgeberland ist jeweils für die Organisation des Wettbewerbs und die Erstellung der experimentellen Aufgaben verantwortlich. Die theoretischen Aufgaben werden aber von einem internationalen Komitee erstellt.

### Bisherige Austragungsorte
| Nr. | Jahr | Austragungsland | Stadt       | Teams | Schüler | Datum           | Anmerkungen, Weblinks         | Preise Deutschland                                    |
| --- | ---- | --------------- | ----------- | ----- | ------- | --------------- | ----------------------------- | ----------------------------------------------------- |
| 1.  | 2017 | Estland         | Tartu       | 20    | 91      | 20.05. – 24.05. | http://eupho.ut.ee/           | Gold · Gold · Silber · Silber · Bronze                |
| 2.  | 2018 | Russland        | Dolgoprudny | 23    | 115     | 28.05. – 1.06.  | http://eupho2018.mipt.ru      | Silber · Bronze · Bronze · Bronze · Anerkennungspreis |
| 3.  | 2019 | Lettland        | Riga        | 35    | 169     | 31.05. – 4.06.  | https://eupho2019.lv          | Bronze · Bronze · Anerkennungspreis                   |
| 4.  | 2020 | online          | -           | 54    | 257     | 20.07. – 26.07. | https://eupho.ee/eupho-2020/  | Gold · Bronze · Bronze · Bronze · Anerkennungspreis   |
| 5.  | 2021 | online          | -           | 46    | 219     | 19.06. – 26.06. | https://eupho.ee/eupho-2021/  | Gold · Bronze · Bronze · Anerkennungspreis            |
| 6.  | 2022 | Slowenien       | Ljubljana   | 37    | 182     | 20.05. – 24.05. | https://eupho2022.si          | Gold · Gold · Gold · Silber · Bronze                  |
| 7.  | 2023 | Deutschland     | Hannover    | 38    | 176     | 16.06. – 20.06. | https://eupho23.de            | Silber · Silber · Bronze · Bronze · Anerkennungspreis |
| 8.  | 2024 | Georgien        | Kutaissi    | 54    | 255     | 15.07. – 19.07. | https://eupho2024.kiu.edu.ge/ | Gold · Silber · Silber · Silber · Silber              |

### Zukünftige Austragungsorte
- 9.: 2025 in Sofia,  Bulgarien
- 10.: 2026 in Göteborg,  Schweden